# Château de Saint-Baslemont
Le château de Saint-Baslemont est un château de la commune de Saint-Baslemont à l'ouest du département des Vosges en région Grand-Est.

## Site
Le château de Saint-Baslemont se dresse sur la pointe sud d'une colline où est construit le village du même nom. Il jouxte l'église paroissiale Saint-Jean-Baptiste. Sur sa colline, il domine le vallon de chèvre-roche où coule le ruisseau de Thuillières qui se jette dans la Saône à Bonvillet.
Depuis le haut de la colline, on peut voir, vers l'Est, le village voisin de Thuillières et son château construit par l'architecte Germain Boffrand au XVIIIe siècle.

## Histoire
Construit au XIVe siècle par les comtes de Montreux, il devient la propriété de la famille de Reinach vers 1487 avec le mariage de Marie de Montreux et de Louis de Reinach. En 1581, d'importantes modifications sont entreprises par la famille de Reinach pour rendre le château féodal plus au goût du jour. Claude de Reinach (conseiller et chambellan du duc Charles III de Lorraine, sénéchal du Barrois) en hérite à la fin du XVIe siècle.
Son petit-fils Jean-Jacques de Haraucourt (1600-1644), colonel d'infanterie au service du duc Charles IV de Lorraine, devient propriétaire du château. Son épouse était Alberte-Barbe d'Ernécourt (1607-1660), connue comme étant l'Amazone Chrétienne pendant la guerre de Trente Ans. Le château est assiégé par les suédois en 1635.
Il passe ensuite à la famille des Armoises, par le mariage de Marie-Claude d'Haraucourt avec Louis des Armoises, en 1646. Il reste dans cette famille jusqu'en 1768, date de la mort du petit-fils des précédents, Antoine-Bernard des Armoises.
Il est ensuite vendu à Jean Baptiste Alexandre, conseiller du Roi, procureur général aux eaux et forêts du Bassigny, mais celui-ci n'y habite pas. Sa fille Marie- Thérèse-Adélaïde Alexandre en hérite à la mort de son père. Elle épouse Charles-Antoine-Joseph Regnault De Raulecourt, maire de Nancy d'août 1816 à juillet 1830.
En 1847, il est vendu à un ancien notaire, Charles Nicolas, puis change plusieurs fois de propriétaires avant d'être acquis au début du XXe siècle par Adolphe Amédée Louveau, qui se fait appeler Fernand Samuel, directeur du Théâtre des Variétés de Paris de 1892 à 1914. Le château est situé à 8 km de Vittel où il venait régulièrement avec sa compagne Ève Lavallière (1866-†1929) ou son épouse Jeanne Saulier. À sa mort en 1914, le château passe par héritage à son unique enfant, sa fille Jeanne Louveau (1895-†1980). Cette dernière se travestit et se fait appeler Jean Lavallière, dans le village on l'appelle Jean-Jean qui le vend à Mme Labourot. Ne s'entendant pas avec sa fille, Ève Lavallière achète dans le village voisin de Thuillières une petite maison nommée Béthanie où elle finit ses jours.
En 1922, le château est transformé en hôtellerie. Le corps principal de logis et les tours Nord et Sud sont inscrites à l'inventaire des monuments historiques le 21 avril 1937. Mais le château et les communs sont à l'abandon après la Seconde Guerre mondiale.
Il faut attendre que M. Labourot devienne le nouveau propriétaire pour que les premières restaurations commencent. Il entreprend d'abord des travaux dans les communs, mais l’œuvre de restauration à peine terminée en 1975 est totalement détruite par un incendie provoqué par la foudre. Cela n'entame pas les désirs de restauration du châtelain qui décide de s'attaquer au corps de logis pour en faire un restaurant.
Aujourd'hui la situation n'a guère changé. Le corps de logis a été restauré et les communs sont toujours en ruine à la suite de l'incendie de 1975. En 2017 le château est devenu la propriété de Patrick Groult.

## Description
Le château a fortement été remanié au cours des siècles. Il se présente aujourd'hui sous la forme d'un L avec le corps de logis principal entouré de deux tours d'un côté et les dépendances de l'autre.
Le corps de logis principal possède une haute façade sud qui a été percée à la fin du XVIIe et début XVIIIe siècles pour remettre au goût du jour le château féodal. Il surplombe deux terrasses aménagées en jardins. La façade nord donne sur la cour d'honneur qui date certainement de la fin du XVIIe siècle. Le corps de logis symétrique a une élévation de trois niveaux d'ouvertures à encadrement de grès rouge. À l'origine les fenêtres étaient munies de croisées. La toiture à croupes couverte de tuiles en écaille a entièrement été refaite après l'incendie de 1975. À l'intérieur, le château abrite des salles voutées, des silos et des oubliettes de l'époque médiévale. Un escalier d'apparat permet d'accéder au jardin en contrebas.
Les deux tours rondes du XIVe siècle sont à toits coniques couverts de bardeaux mais sont d'inégale grosseur (à l'origine, le château était entouré de quatre tours). La plus petite tour, située au sud-est, est percée de trois meurtrières à sa base ; la plus grosse tour, celle du sud-ouest, est percée d'une meurtrière-canonnière à mi-hauteur de plusieurs canonnières à redents placées sous le toit. Toutes ces ouvertures défensives sont placées du côté sud. En effet, côté nord, face aujourd'hui à la cour d'honneur, les anciens canonnières parfois encore visibles ont été bouchées.
Les dépendances forment la deuxième partie du L. Elles sont situées à l'ouest de la cour d'honneur et datent de la renaissance. Elles possèdent des ouvertures contemporaines et quelques croisées, plus anciennes, bouchées depuis longtemps.
Un haut mur d'enceinte clôture la cour d'honneur, avec un portail monumental en demi-lune, et sa grille en fer forgé du XVIIIe siècle. La grille est entourée de deux pilastres polygonaux à bases impostes et fûts moulurés, surmontés de vases ciselés (un vase est tombé en 2015).

## Chapelle castrale
À gauche du portail, à l'extérieur du mur d'enceinte, se situe l'église Saint-Jean-Baptiste qui est l'actuelle église paroissiale du village. Elle était à l'origine la chapelle castrale, construite en style gothique vers 1560 par la famille Reinach. Le clocher est surmonté d'un clocher à dôme à l'impériale, typique des clochers de Franche-Comté alors qu'il se trouve en Lorraine.
L'église est une construction à trois nefs et trois travées avec un chœur à chevet plat. L'ensemble est vouté sur croisées d'ogives. Le chœur possède un autel en bois doré (XVIIIe siècle), et la nef accueille un retable Le Christ et les douze apôtres (XVIe siècle, classé depuis le 4 août 1939) sous la statue de Saint Jean-Baptiste (XIVe siècle, classée depuis le 26 novembre 1964). Le retable en pierre est composé de sept arcades en relief teintées en ocre rouge et quelques traces d'or, destinées à accueillir des personnages peints et non sculptés.
Le chœur est entouré de deux chapelles latérales. Au nord, la chapelle Saint-Claude, construite par Claude Reinach, qui était destinée à être une chapelle funéraire (avec les statues de Saint-Claude et Saint-Vincent). Elle est voutées sur liernes et tiercerons. Au sud, la Chapelle Notre-Dame-de-Lorette, construite par Gérard de Reinach (frère de Claude), qui renferme un bas relief de pierre représentant la légende de Lorette.
La sacristie a été construite plus tardivement, en 1747.

## Propriétaires du château (duXIIesiècleà 1768)
Six familles se sont succédé à Saint-Baslemont du XIIe au XVIIIe siècle au fil des générations et des mariages :
- famille de Saint-Baslemont (XIIe au XIVe siècle)
- famille de Graux (XIVe siècle à 1416)
- famille de Montreux (1416 à 1479)
- famille de Reinach (1479 au XVIe siècle)
- famille de Haraucourt (XVIe siècle à 1646)
- famille des Armoises (1646 à 1768)

Généalogie des propriétaires successifs : 
- Jeanne de Saint-Baslemont épouse Thierry de Graux
  - Jean de Graux
    - Marie de Graux épouse en 1416 Jean de Montreux (v.1375-†1458)
      - Ferry de Montreux (†1497) épouse en 1468 Yolande de Haraucourt
        - Marie de Montreux (†1507) épouse en 1479 Louis de Reinach (†1509) 
          - Jean-Sébastien de Reinach
            - Claude de Reinach (†1603) épouse Marie de Beauvau
              - Elisabeth de Reinach épouse Jacob de Haraucourt
                - Jean-Jacques de Haraucourt (1600-†1644) épouse en 1623 Alberte-Barbe d'Ernécourt (1607-†1660)
                  - Marie-Claude de Haraucourt (v.1630-†1686) épouse en 1646 Louis des Armoises (1632-†1696)
                    - Jean-Albert des Armoises épouse Bernarde de Cléron de Saffre (†v.1713)
                      - Louis-Joseph des Armoises (†1749) épouse en 1713 Marie-Thérèse de Beauvau (v.1690-†1749)
                      - Antoine-Bernard des Armoises (†1768) épouse en 1727 Anne de Beauvau (1710-†1766)

## Galerie d'images

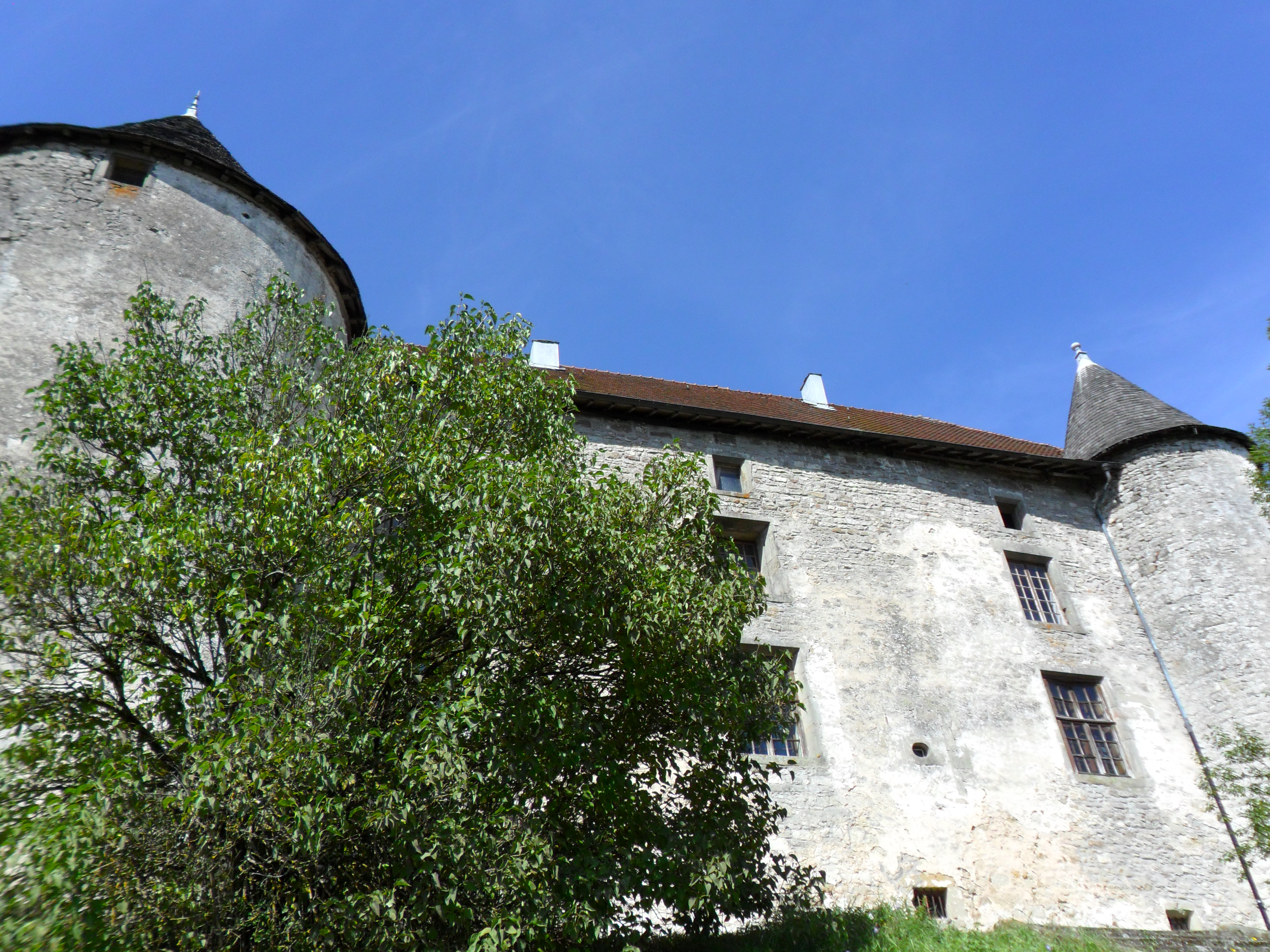
Corps principal de logis et tours nord et sud
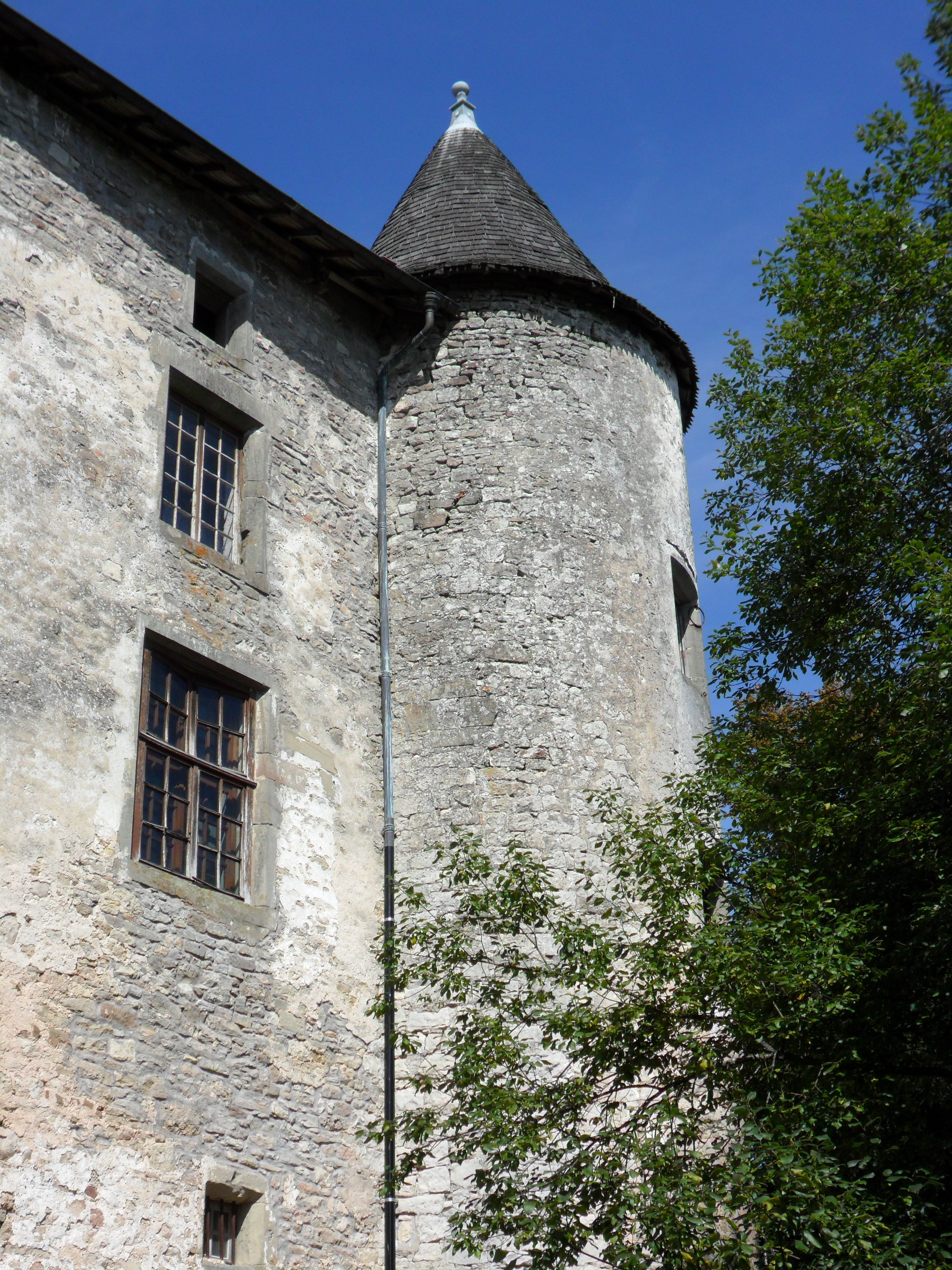
Tour sud-est
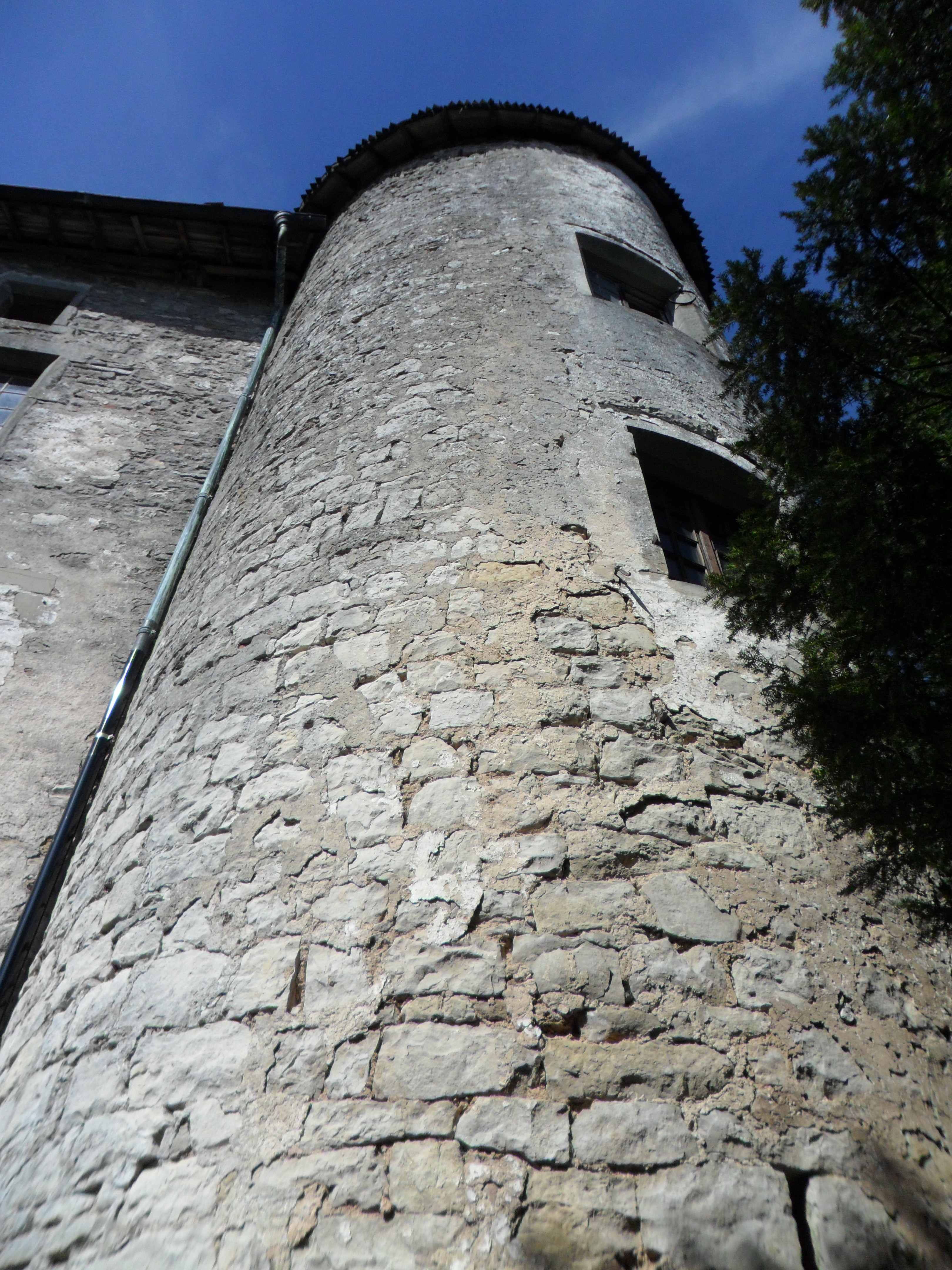
Tour sud-est depuis sa base
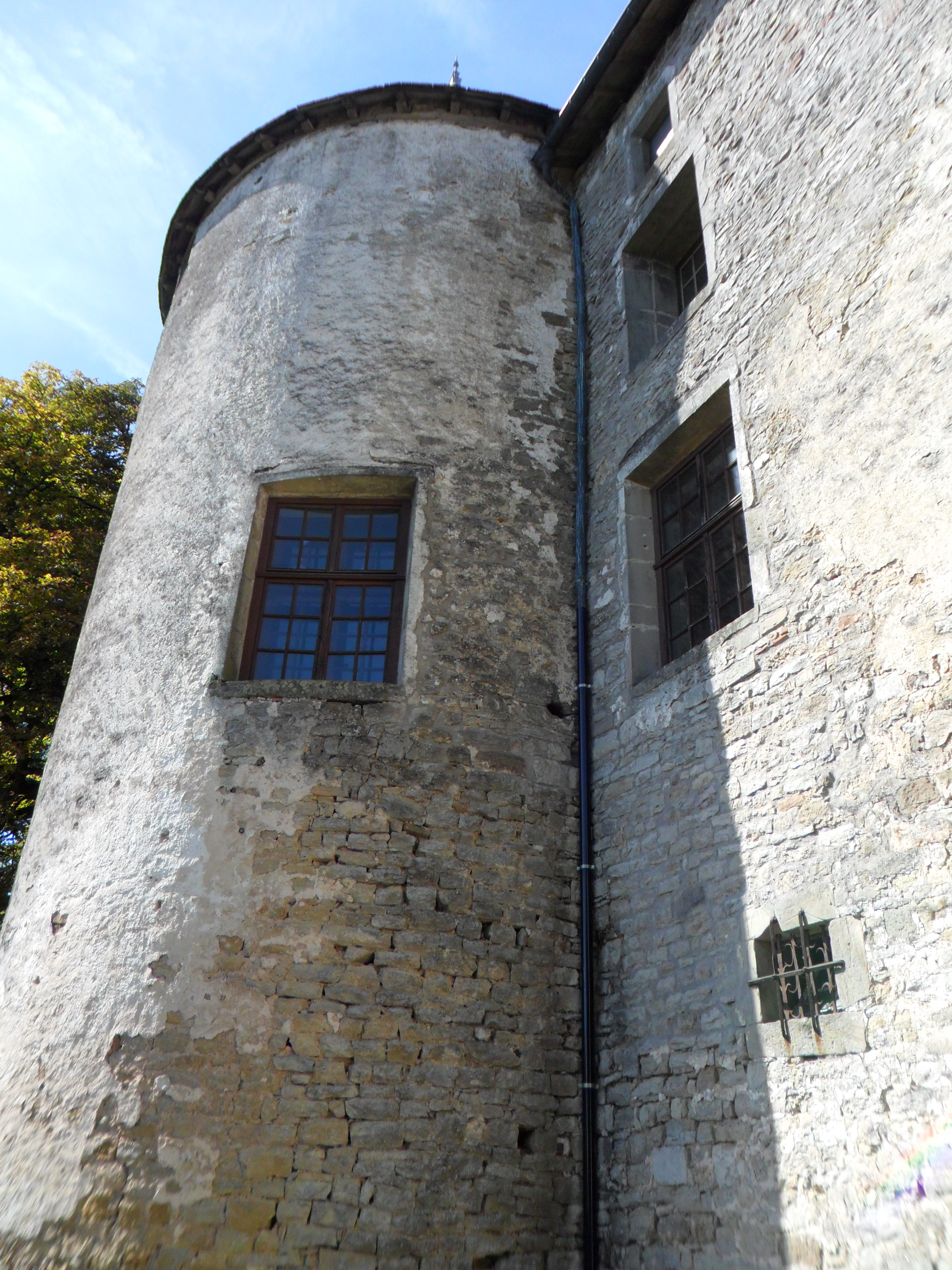
Tour sud-ouest
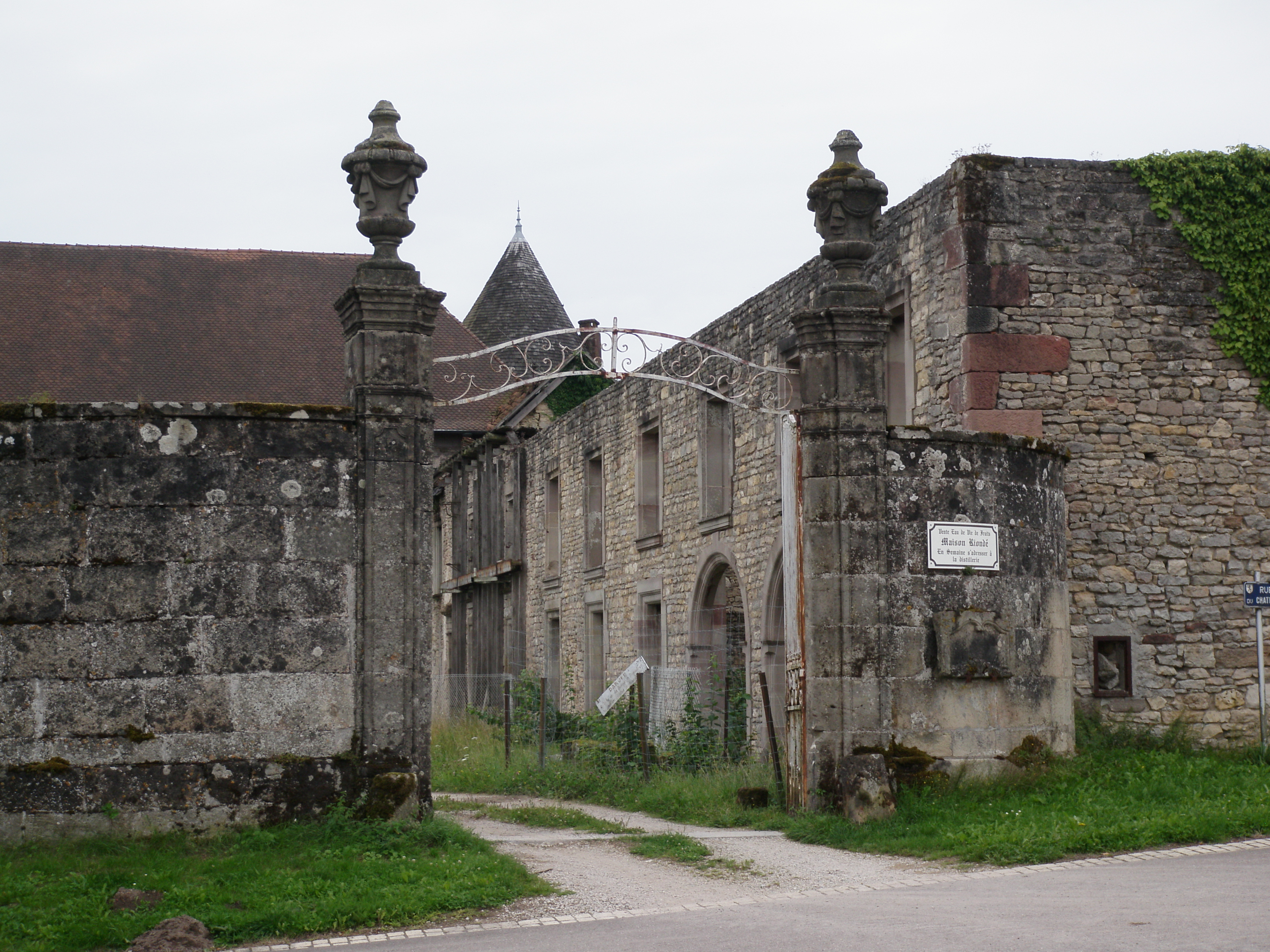
Portail arrière du château de Saint-Baslemont

### Source
- Jean-François Michel, Châteaux des Vosges, Nouvelles Éditions latines  (ISBN 2-7233-0039-0).
- Jean-François Michel, « Le château de Saint-Baslemont au XVIIIe siècle : Entre sommeil et mutations », Le Pays lorrain, vol. 98, no 4,‎ décembre 2017, p. 297–303.